# Route de Sibérie

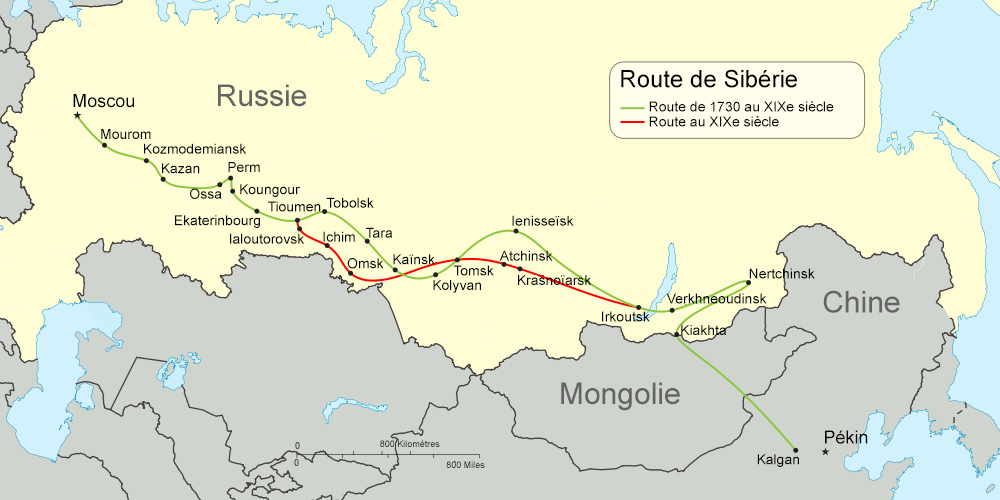
Carte de la route de Sibérie.

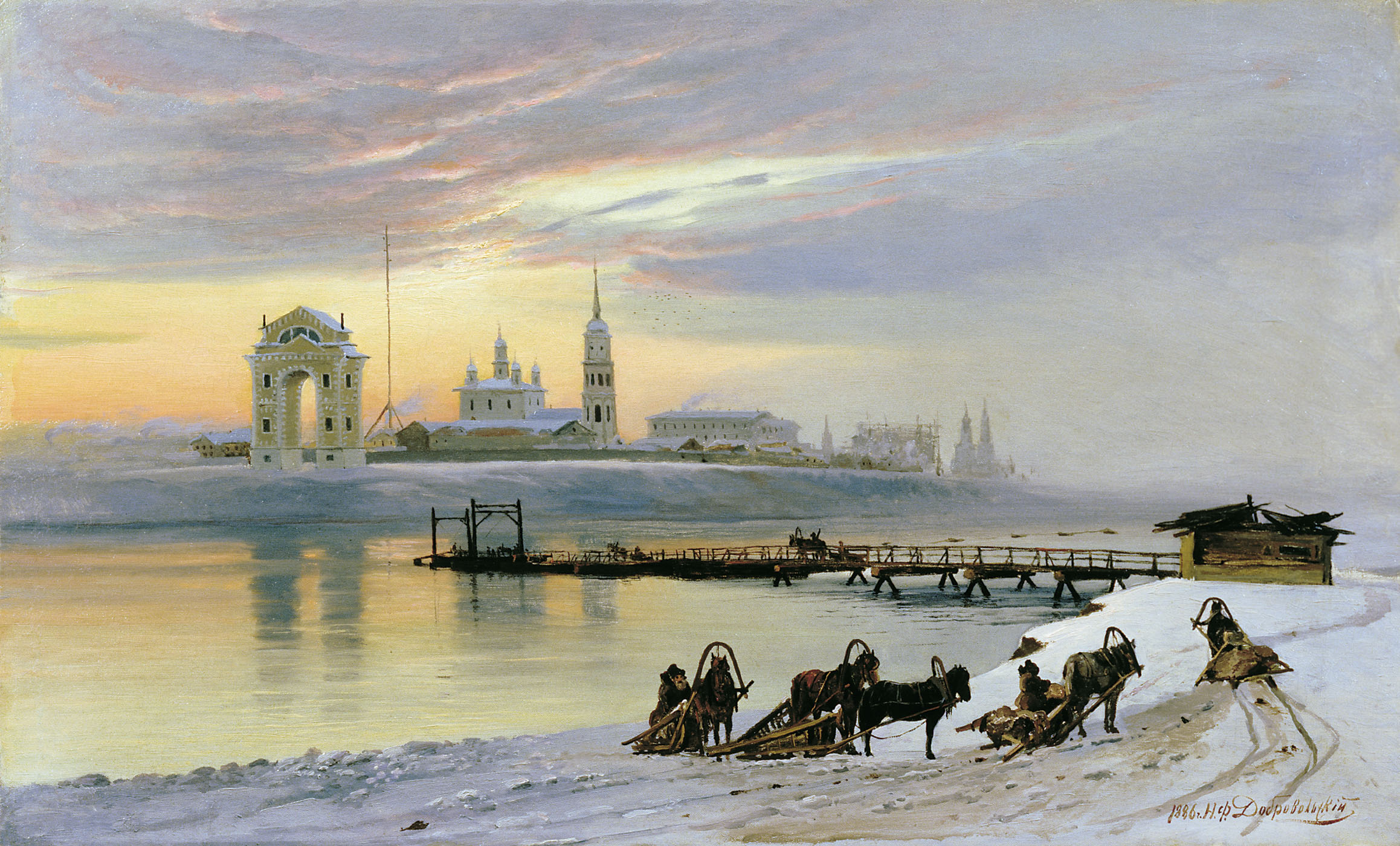
Traversée de l'Angara à Irkoutsk (1886).

La route de Sibérie (en russe : Сибирский тракт, Sibirski trakt), également connue sous le nom de route de Moscou (Московский тракт, Moskovski trakt) et de Grande Route (Большой тракт, bolchoï trakt), est une route historique, qui reliait la Russie d'Europe à la Chine à travers la Sibérie. La construction de la route fut décrétée par le tsar Pierre le Grand, deux mois après la conclusion du traité de Nertchinsk, le 22 novembre 1689, mais les travaux ne commencèrent qu'en 1730 et furent achevés vers le milieu du XIXe siècle.
La route partait de Moscou, d'abord en tant que route de Vladimir, et passait par Mourom, Kozmodemiansk, Kazan, Perm, Koungour, Ekaterinbourg, Tioumen, Tobolsk, Tara, Kaïnsk, Tomsk, Ienisseïsk, Irkoutsk, Verkhnéoudinsk, Nertchinsk, et se terminait à Kiakhta, un comptoir commercial à la frontière avec la Chine. Les voyageurs continuaient ensuite à travers la Mongolie-Intérieure et le désert de Gobi jusqu'à une porte de la Grande Muraille à Kalgan.
Au début du XIXe siècle, l'itinéraire fut déplacé vers le sud. À partir de Tioumen, la route passait à Ialoutorovsk, Ichim, Omsk, Tomsk, Krasnoïarsk et Atchinsk avant de rejoindre l'ancienne route à Irkoutsk. La route de Sibérie resta une artère vitale reliant la Sibérie à Moscou et à l'Europe jusqu'aux dernières décennies du XIXe siècle et fut ensuite remplacée par le chemin de fer Transsibérien.
La route transportait des produits chinois de Kiakhta à Moscou, principalement du thé, mais aussi de la soie et d'autres marchandises. Vers 1860, le trafic s'élevait à 6 000 tonnes de thé par an et l'on parlait aussi à son sujet de la « route du thé ». En hiver, le trajet s'effectuait en caravanes de traineaux tirés par des chevaux. Le thé qui parvenait en Europe par la Russie était alors de meilleure qualité et beaucoup plus cher que celui qui avait longuement voyagé par la mer.